# イシドール・トラウズル

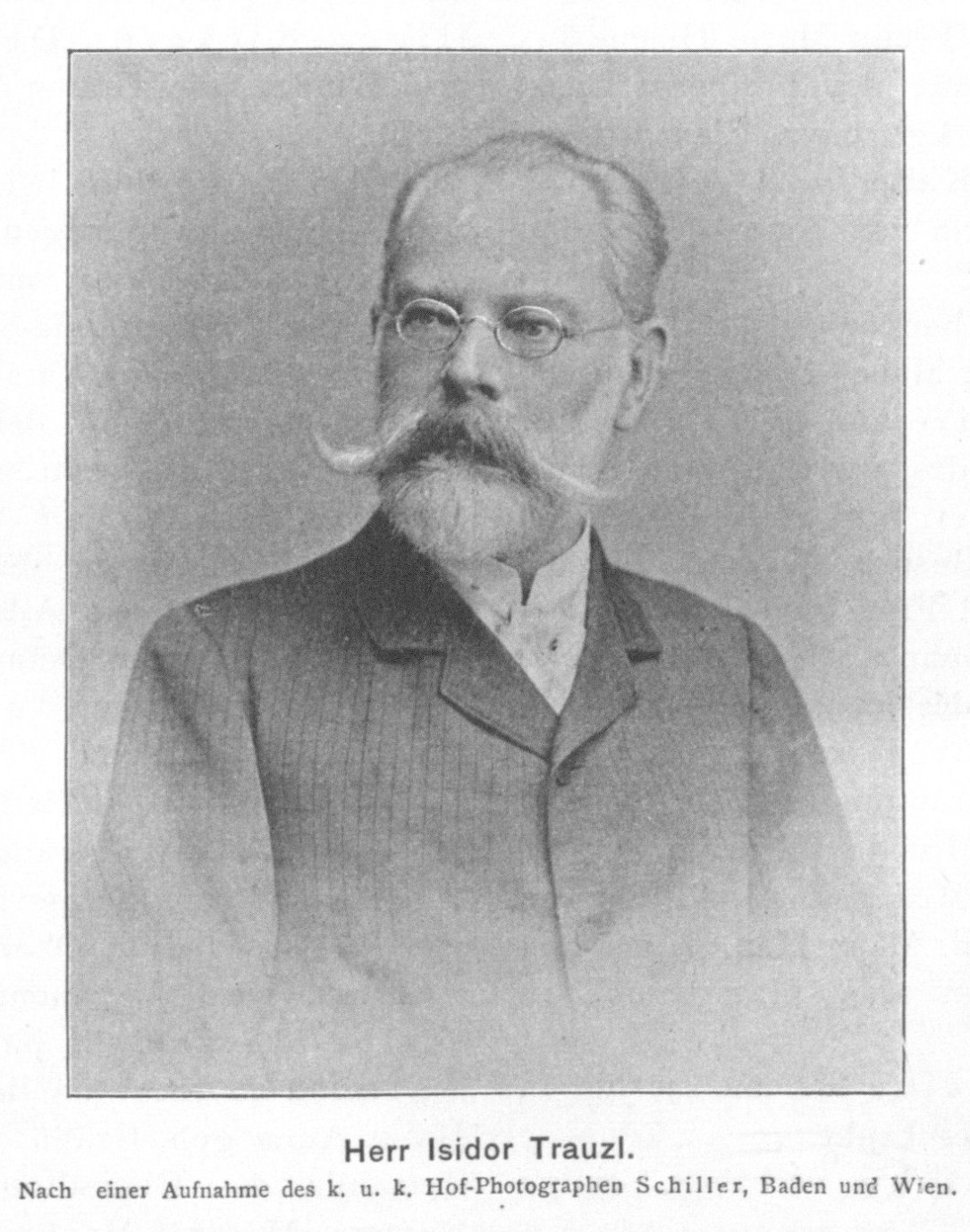
Isidor Trauzl im Jahre 1902

イシドール・トラウズル（Isidor Trauzl）（1840年8月13日、†1929年3月10日）はドイツの火薬学者。トラウズル試験を考案するなど火薬学の近代発展に重要な役割を発揮した。

## 著書
- Die Dynamite und ihre Anwendung in der Landwirthschaft

| スタブアイコン | サブスタブ | この項目は、まだ閲覧者の調べものの参照としては役立たない、人物に関連した書きかけの項目です。この項目を加筆・訂正などしてくださる協力者を求めています（P:人物伝/PJ:人物伝）。 |